# 朗沃隆
朗沃隆（法語：Lanvollon，法語發音：[lɑ̃vɔlɔ̃]）是法国阿摩尔滨海省的一个市镇，位于该省北部，属于圣布里厄区。

## 地理
朗沃隆（48°37'48"N, 2°59'6"W）面积5.01 平方千米，位于法国布列塔尼大區阿摩尔滨海省，该省份为法国西北部沿海省份，位于布列塔尼半岛北部，北濒大西洋英吉利海峡，西接菲尼斯泰尔省，南至莫尔比昂省，东临伊勒-维莱讷省。
与朗沃隆接壤的市镇（或旧市镇、城区）包括：拉讷贝尔、古德兰、普莱吉安、特雷西尼欧。

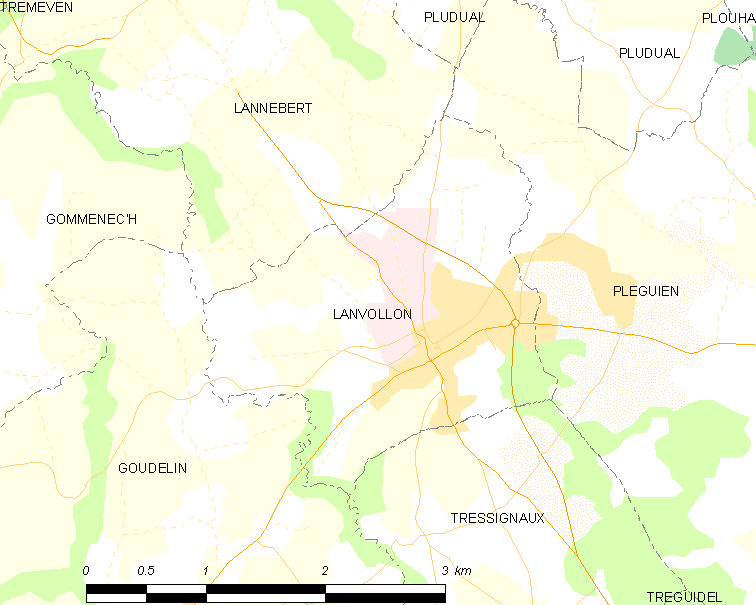
朗沃隆的OSM定位图

朗沃隆的时区为UTC+01:00、UTC+02:00（夏令时）。

## 行政
朗沃隆的邮政编码为22290，INSEE市镇编码为22121。

## 政治
朗沃隆所属的省级选区为普卢阿县。

## 人口

1962-2008年间朗沃隆人口变化图示

朗沃隆于2022年1月1日时的人口数量为1907人。

## 交通
阿摩尔滨海省省道D6线、D7线、D9线、D32线和D79线在境内交汇。